# Хрінівка (Корюківський район)
Хріні́вка — село в Україні, у Сновській міській громаді Корюківського району Чернігівської області. Населення становить 129 осіб. До 2016 орган місцевого самоврядування — Гірська сільська рада.

## Історія
12 червня 2020 року, відповідно до розпорядження Кабінету Міністрів України № 730-р «Про визначення адміністративних центрів та затвердження територій територіальних громад Чернігівської області», увійшло до складу Сновської міської громади.
19 липня 2020 року, в результаті адміністративно-територіальної реформи та ліквідації Сновського району, село увійшло до складу Корюківського району.
8 жовтня 2022 року село обстріляли російські війська.
30 квітня 2024 року під час обстрілу російським агресором зафіксовано 12 приходів, ймовірно, з міномета калібру 120 мм. 

## Населення

### Мова
Розподіл населення за рідною мовою за даними перепису 2001 року:
| Мова       | Кількість | Відсоток |
| ---------- | --------- | -------- |
| українська | 116       | 89.92%   |
| російська  | 10        | 7.75%    |
| білоруська | 3         | 2.33%    |
| Усього     | 129       | 100%     |